# Королевства Содружества

Королевства Содружества показаны синим; красным выделены бывшие Королевства Содружества

Королевства Содружества (англ. Commonwealth realms) — название 15 государств Содружества наций (из общего числа 56), в которых король Карл III является монархом и выступает как глава государства, оформленного в особом юридическом статусе Короны. В каждом из государств монарх носит соответствующий титул — например, в Австралии он именуется «Карл III, Божьей милостью Король Австралии и его других королевств и территорий, Глава Содружества».
Вне Великобритании король по представлению премьер-министра каждого королевства назначает генерал-губернатора в качестве своего представителя в его отсутствие. Также он представлен губернатором в каждом из штатов Австралии и лейтенант-губернатором в каждой из провинций Канады. Эти должностные лица обладают почти всей полнотой власти конституционного монарха, в основном выполняя, тем не менее, чисто церемониальные функции, и имеют так называемые королевские прерогативы.

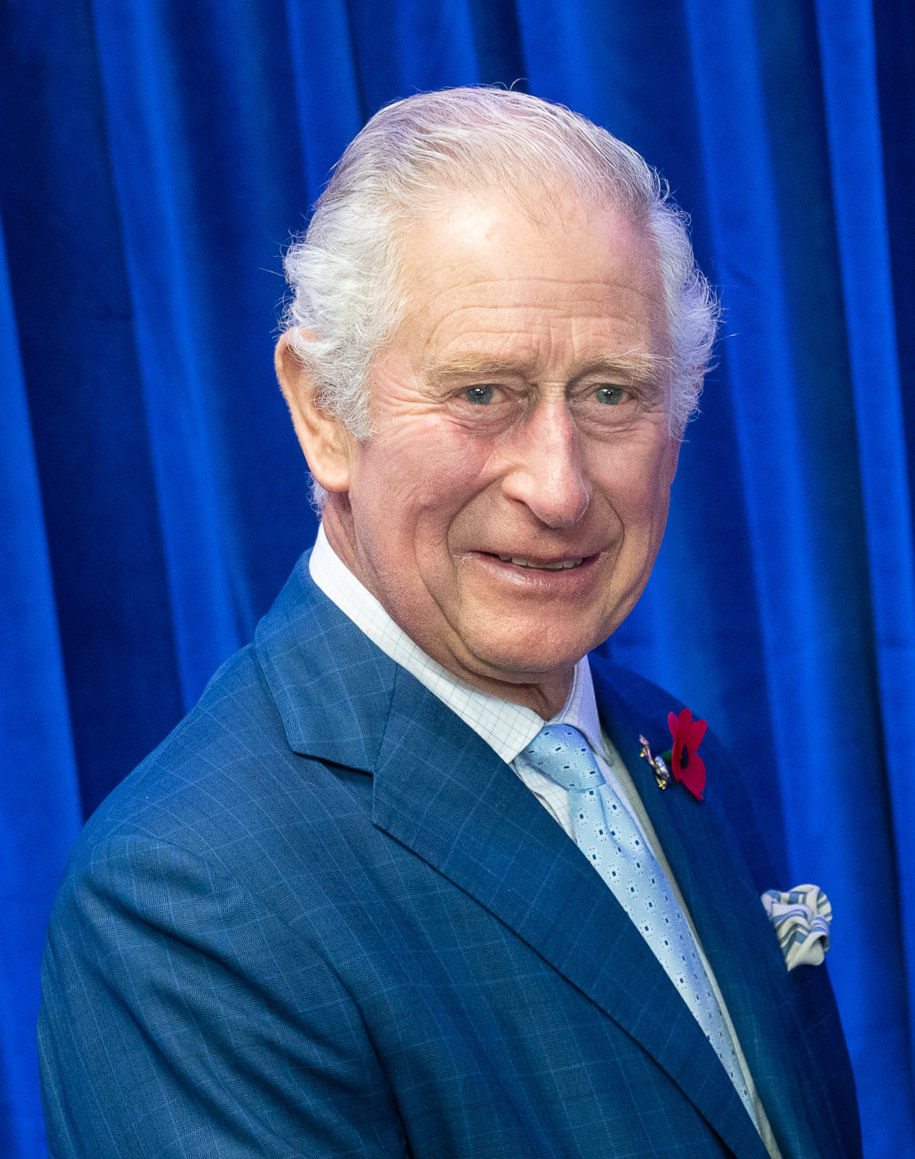
Король Карл III

Тринадцать королевств — бывшие британские колонии, получившие независимость. Три из 15 королевств (Австралия, Канада и Новая Зеландия) получили независимость в результате принятия декларации Бальфура в 1926 году на Имперской конференции глав правительств и ратификации Вестминстерского статута парламентом Великобритании в 1931 году. Канада, Южно-Африканский Союз и Свободное государство Ирландия немедленно получили независимость законодательной власти от Соединённого Королевства, а Австралия и Новая Зеландия ратифицировали статут в 1942 и 1947 годах соответственно. Статут также затрагивал Ньюфаундленд, но там он ратифицирован не был, и этот доминион был присоединён к Канаде в 1949 году. Ирландия формально стала республикой в 1949, а Южная Африка — в 1961 году.
Другие королевства получили независимость в результате окончания британского правления в Индии, т. н. «ветров перемен» в Африке в 1960-х годах, падения Вест-Индской федерации в 1961 году и позднее. Последним королевством Содружества стал Сент-Китс и Невис, получивший независимость в 1983 году.
Ситуация в Папуа — Новой Гвинее перед обретением независимости была несколько сложнее. Территория Папуа — Новая Гвинея (в 1949—1972 годах — Территория Папуа и Новой Гвинеи) была образована в 1949 году как союз бывшей Германской Новой Гвинеи, управлявшейся Австралией как мандатная территория, и Британской Новой Гвинеи, заморской территории Великобритании, хотя и управлявшейся из Австралии по поручению Великобритании, которая переименовала её в Папуа в 1905 году. Единственным из Королевств Содружества, не бывшим колонией Великобритании, является, конечно же, сама Великобритания.
Внутри Содружества нет разницы в статусе между королевствами и прочими членами, большинство из которых является либо республиками либо королевствами со своими собственными монархами (Бруней, Лесото, Малайзия, Тонга и Эсватини).
Хотя Фиджи в 1987 году были провозглашены республикой, Верховный совет вождей Фиджи именовал Елизавету II Верховным вождём вплоть до 2012 года, при этом королева Великобритании не считалась главой этого государства с того момента как Фиджи являются республикой.

## Королевства Содружества
- Австралия, с ратификации Вестминстерского статута в 1942 году[комм. 1]
- Антигуа и Барбуда, с получения независимости в 1981 году
- Багамские Острова, с получения независимости в 1973 году
- Белиз, с получения независимости в 1981 году
- Великобритания
- Гренада, с получения независимости в 1974 году
- Канада, с принятия Вестминстерского статута в 1931 году
- Новая Зеландия, с ратификации Вестминстерского статута в 1947 году:
  -  Острова Кука, самоуправляемое государственное образование в свободной ассоциации с Новой Зеландией
  -  Ниуэ, самоуправляемое государственное образование в свободной ассоциации с Новой Зеландией
- Папуа — Новая Гвинея, с получения независимости в 1975 году
- Сент-Винсент и Гренадины, с получения независимости в 1979 году
- Сент-Китс и Невис, с получения независимости в 1983 году
- Сент-Люсия, с получения независимости в 1979 году
- Соломоновы Острова, с получения независимости в 1978 году
- Тувалу, с получения независимости в 1978 году
- Ямайка, с получения независимости в 1962 году.

## Список Королевств Содружества, принявших республиканскую форму правления
| №  | Страна            | Дата провозглашения независимости | Дата провозглашения республики |
| -- | ----------------- | --------------------------------- | ------------------------------ |
| 1  | Барбадос          | 30 ноября 1966 года               | 30 ноября 2021 года            |
| 2  | Гайана            | 26 мая 1966 года                  | 23 февраля 1970 года           |
| 3  | Гамбия            | 18 февраля 1965 года              | 24 апреля 1970 года            |
| 4  | Гана              | 6 марта 1957 года                 | 1 июля 1960 года               |
| 5  | Индия             | 15 августа 1947 года              | 26 января 1950 года            |
| 6  | Ирландия          | 11 декабря 1931 года              | 18 апреля 1949 года            |
| 7  | Кения             | 12 декабря 1963 года              | 12 декабря 1964 года           |
| 8  | Маврикий          | 12 марта 1968 года                | 12 марта 1992 года             |
| 9  | Малави            | 6 июля 1964 года                  | 6 июля 1966 года               |
| 10 | Мальта            | 21 сентября 1964 года             | 13 декабря 1974 года           |
| 11 | Нигерия           | 1 октября 1960 года               | 1 октября 1963 года            |
| 12 | Пакистан          | 14 августа 1947 года              | 23 марта 1956 года             |
| 13 | Сьерра-Леоне      | 27 апреля 1961 года               | 19 апреля 1971 года            |
| 14 | Танганьика        | 9 декабря 1961 года               | 9 декабря 1962 года            |
| 15 | Тринидад и Тобаго | 31 августа 1962 года              | 1 августа 1976 года            |
| 16 | Уганда            | 9 октября 1962 года               | 9 октября 1963 года            |
| 17 | Фиджи             | 10 октября 1970 года              | 6 октября 1987 года            |
| 18 | Шри-Ланка         | 4 февраля 1948 года               | 22 мая 1972 года               |
| 19 | ЮАР               | 11 декабря 1931 года              | 31 мая 1961 года               |

## Комментарии
1. ↑  Австралия ратифицировала статут 9 октября 1942 года При этом, чтобы оправдать участие во Второй мировой, действие закона было распространено на период с 3 сентября 1939 года.
2. ↑  Провозгласила независимость как Доминион Цейлон
3. ↑  Дата принятия Вестминстерского статута ЮАС, которая в принципе может рассматриваться и как дата получения государственной независимости де-юре.
4. Дата принятия Вестминстерского статута Ирландией, которая в принципе может рассматриваться и как дата получения государственной независимости де-юре.